# Фьюзинг

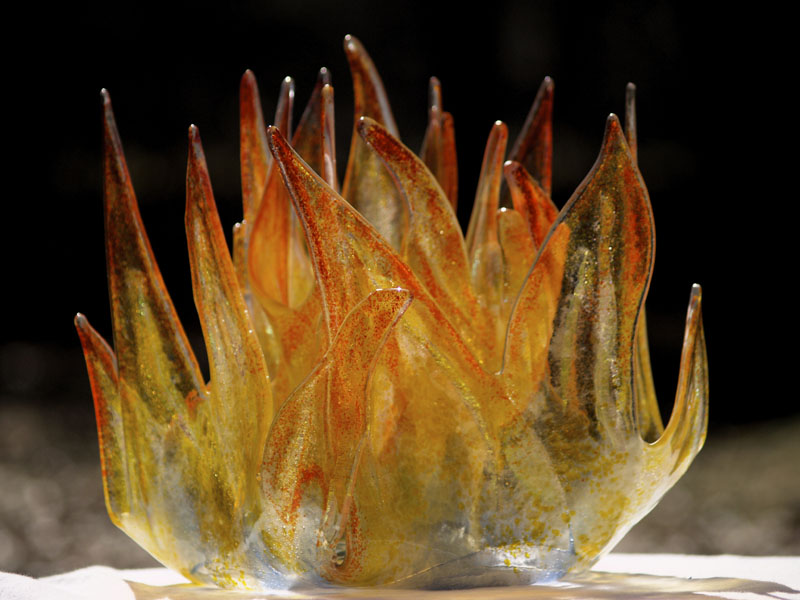
Скульптура, изготовленная высокотемпературной обработкой стекла в печи.

Фьюзинг (англ. fusing от fuse — спекание, плавка) — относительно новая технология изготовления витража. Фьюзинг — техника спекания цветного стекла в печи, в таком витраже отсутствуют металлические соединения между стеклами, стекло спекается в печи при температуре 800 °C и становится однородным, вплавляется друг в друга. Применяется, например, для изготовления межкомнатной перегородки или раздвижных дверей в помещении.
Технология берёт своё начало в 1990 году. Первый фьюзинговый витраж был сделан в Германии, где и получил наибольшее распространение.
Фьюзинг продолжил многовековую технику горячей эмали, позволив отказаться от металлической пластины-основы.
Основой витража служит стеклянный лист, он является своеобразным «живописным холстом», на котором художник-витражист «пишет» при помощи высокотемпературной печи и кусочков специального стекла для фьюзинга своё произведение. Термическая обработка стекла в печи позволяет создать художественное стекло с оригинальной фактурой и очень широкой цветовой гаммой. Изображение на витраже можно сделать объемным и выпуклым или оставить отдельные участки его плоскими, контуры рисунка воздушны и прозрачны, как у акварели. Имеется возможность создавать желаемую толщину и рельеф витража. Преимущества фьюзинга особенно проявляются при создании абстрактного или «акварельного» рисунка.
Стеклянная эмаль на прозрачной, пропускающей сквозь себя свет, основе придает древней технике эмалирования ранее не виданную чистоту, и яркость красок, ажурность графики. Стеклянная основа позволяет получить иллюзию перспективы, объем и глубину, отсутствующий у работ на металлической пластине-основе. Произведение из эмали превращается в настоящую «картину из стекла».
Фьюзинг имеет ряд преимуществ перед более старыми технологиями изготовление витражей, таких как тиффани:
- позволяет делать витраж многослойным
- на витраж не влияет вода, так как нет швов между элементами стекла
- витраж может быть рельефным

Использование высокотемпературной обработки стекла позволяет создавать художественное стекло, неподверженное старению и изменению цвета, с уникальной фактурой и широчайшей цветовой гаммой. Можно сделать рисунок объёмным и выпуклым, а также добиться обратного, — сделать его почти плоским. В результате появляется желаемая фактура, образуется нужная толщина и рельеф стеклянного изделия.
Однако, фьюзинг не позволяет получить чётких контуров изображения: цвета наплывают друг на друга, создавая эффект, напоминающий акварель. Для того, что бы витраж в технике фьюзинг приобрел чёткие контуры и по степени проработки деталей изображения приблизился к живописи, прибегают к совмещению техники фьюзинга с технологией ранее известной лишь ювелирам — технике перегородчатой эмали (филигрань и финифть). Таким образом изготавливают витражи — картины из стекла, но картины имеющие глубину, объём и многослойность в отличие от своих живописных аналогов.